# Portico dei Marmi

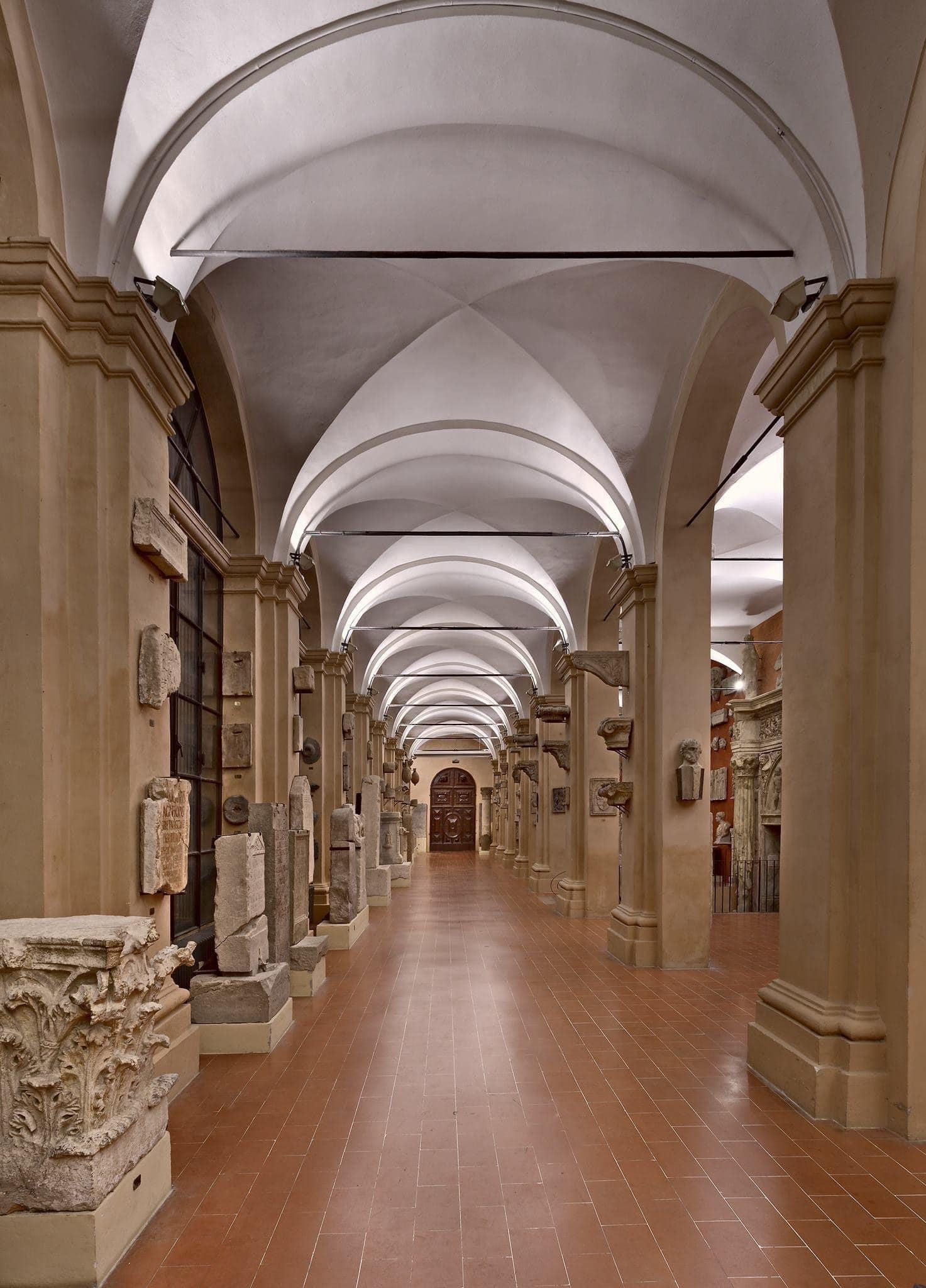
Portico dei Marmi

Il Portico dei Marmi è una sezione del Palazzo dei Musei di Reggio Emilia e raccoglie la collezione epigrafica d'età romana, medievale e rinascimentale.

## Storia
Nata nel 1869 per riunire i materiali romani in pietra provenienti dal sottosuolo di Brescello e quelli romani e medievali dal capoluogo, precedentemente raccolti sotto il portico del Municipio (1775), fu ufficialmente aperta al pubblico nel 1875, sistemando a giardino il contiguo chiostro. L’ala meridionale del chiostro accoglieva, in diretto collegamento con la Collezione di Paletnologia, la seconda sezione del Museo di Storia Patria di don Gaetano Chierici. 
Un notevole ampliamento dello spazio espositivo e significativi incrementi di materiali medievali e rinascimentali si debbono a Naborre Campanini, grazie al quale la collezione conquistò l’intera ala di portico verso la chiesa di San Francesco, meritando una seconda inaugurazione, il 18 giugno 1902, e la nuova denominazione di Gliptoteca. Nel 1914 l’affluire di nuovi materiali (in particolare terrecotte decorate) indusse Campanini a collocare nel chiostro quelli meno deteriorabili dalle intemperie. I maggiori incrementi si ebbero fra 1925 e 1932 con l’acquisizione dei marmi rinvenuti nell’area della necropoli orientale della città romana di Reggio e fra 1933 e 1936 dopo la scoperta di un sepolcreto romano a Goleto di Boretto, sfruttando lo spazio esterno del chiostro. Quest’ultimo fu in seguito riordinato in forma di giardino archeologico per iniziativa di Giancarlo Ambrosetti, cui si deve un ulteriore incremento del patrimonio, la ridefinizione del percorso espositivo e il ritorno alla denominazione di Portico dei Marmi voluta da Gaetano Chierici (1982 – 1991). 

## Collezione
La collezione si distribuisce in dieci campate. Ai lati del busto di Gaetano Chierici sono i cippi ad ara della famiglia Iulia di Brescello: l'ara di Hermione e quella della giovane Iulia Graphis a cui si riferiscono i giocattoli in piombo nella Collezione di Paletnologia. 

### Campate I-XIX (età romana)

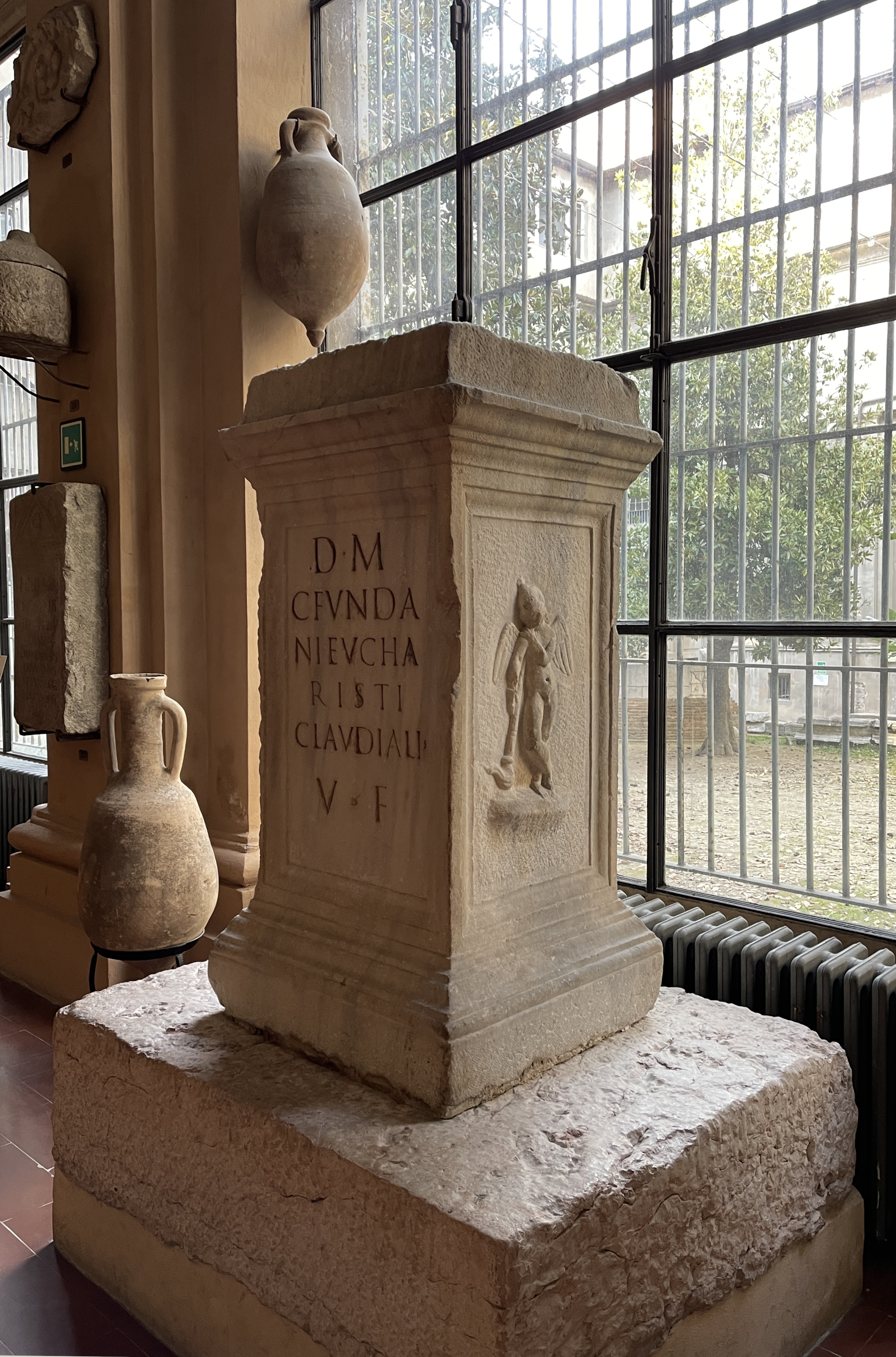
Lapide di Caius Fundanius Eucharistus

Le campate I-XIX nella galleria settentrionale ospitano iscrizioni e monumenti funerari. Sono innanzitutto documentate le necropoli attorno a Brixellum, dal cui territorio proviene un capitello pertinente ad un monumento funerario a cuspide. La documentazione più cospicua si riferisce ai sepolcreti di Regium Lepidi, in particolare alla necropoli orientale lungo la via Aemilia verso Mutina: 
- monumenti funerari da recenti scavi a San Maurizio (1998-2000), con epigrafe di un circumlator (trasportatore) e stele con i busti di due coniugi;
- epigrafe degli anziani coniugi C. Naevius Dromo e Naevia Philumina;
- urne funerarie;
- stele a timpano di Q. Vennonius Felix, seviro;
- stele ad ara di C. Fundanius Eucharistus, addetto al culto imperiale (claudialis);
- stele della famiglia di C. Metellius Constans, veterano;
- cippo ottagonale;
- tabella di P. Attiedius con il riferimento alla tribù Pollia, cui erano ascritti i regienses;
- epigrafe in versi elegiaci commemorante la giovane Tinuleia Musa;
- stele a pseudoedicola di Pettia Ge con scena di matrimonio e strumenti del marmorario raffigurati sullo zoccolo;
- sarcofago di C. Decimius;
- stele del liberto C. Pomponius Felix, seviro, claudiale, membro del collegio professionale dei cardatori di lana.

La serie dei marmi romani continua nelle campate XXXVIII-XLII: 
- corredi funerari dal sepolcreto della Gatta;
- stele a forma di sarcofago egittizzante di Publeia Tertia, sacerdotessa di Iside, da Campegine;
- corredi funerari dalla città di Reggio e dalla necropoli di Goleto presso Boretto con stele di pertinenze sepolcrali;
- epigrafe commemorante i nove membri della famiglia dei Papinii, da Poviglio;
- stele dei coniugi T. Vibius Iustus e Camplana Aphrodite, da Goleto;
- base dedicata da Vibia Eutichia al figlio Titus ed al marito Ianuarius, da Goleto.

### Campate XXI-XXXVIII (Medioevo e Rinascimento)
Le campate XXI-XXXVIII della galleria meridionale espongono materiali di provenienza locale dal Medioevo al XIX secolo: decorazioni architettoniche, epigrafi, sculture. 
Da questo ordinamento traspare la volontà di Gaetano Chierici di fornire strumenti utili alla ricostruzione della storia municipale, intesa nella molteplicità delle sue componenti, istituzionali, artistiche e sociali. 
- Annunciazione di Bartolomeo Spani dalla facciata della distrutta chiesa di San Giacomo Maggiore;
- mostra marmorea del portale del Monte di Pietà, del 1612;
- paraste in marmo bianco rappresentanti i santi protettori di Reggio, opere di Bartolomeo Spani;
- campionatura di decorazioni in terracotta da chiese e palazzi reggiani del XV e XVI secolo;
- formelle da Fogliano probabilmente facenti parte della recinzione presbiteriale della Cattedrale (due originali) del terzo decennio del XII secolo;
- vasca battesimale della Pieve di San Polo;
- lapidi municipali ricordanti l’erezione delle mura e delle porte cittadine;
- due lunette a bassorilievo dalla distrutta chiesa di S. Maria Maddalena, del 1459;
- S. Sebastiano, statua in terracotta di ambito ferrarese dell’ultimo quarto del XV secolo;
- formelle in arenaria dal muro di cinta del Corpus Domini, inizi del XVI secolo;
- “la Serva” e busti di casa Scaruffi, sculture di Prospero Sogari detto il Clemente;
- portale di palazzo Fontanelli nell’attuale via Dante, opera di Bartolomeo Spani, 1517;
- busti in marmo del Clemente o della sua bottega o di produzione coeva;
- chiusa o bocca d’acqua con aquila estense e la data del 1655, dal canale della Morte in via Guasco;
- epigrafe per il ripristino della via d’acqua navigabile Bagnolo – Reggio del 1715;
- epigrafe funeraria ebraica.

Nel Chiostro dei Marmi romani sono ricostruiti due monumenti funerari a tamburo pertinenti a  centurioni romani, da Villa San Maurizio e da Rubiera. Sono inoltre esposti frammenti di architettura funeraria dal deposito di San Maurizio e basoli della antica Via Emilia provenienti dal centro di Reggio Emilia.